# 20965 Kutafin
20965 Kutafin là một tiểu hành tinh vành đai chính với chu kỳ quỹ đạo là 1830.8207692 ngày (5.01 năm).
Nó được phát hiện ngày 16 tháng 9 năm 1978.